# Saint-Arroumex
Saint-Arroumex es una comuna francesa situada en el departamento de Tarn y Garona, en la región de Occitania.

## Demografía
| 185 | 164 | 158 | 142 | 135 | 139 | 149 |
| Para los censos de 1962 a 1999 la población legal corresponde a la población sin duplicidades (Fuente: INSEE [Consultar]) |     |     |     |     |     |     |